# Dioicomyces anthici
Dioicomyces anthici är en svampart som beskrevs av Thaxt. 1901. Dioicomyces anthici ingår i släktet Dioicomyces och familjen Laboulbeniaceae.  Arten är reproducerande i Sverige. Inga underarter finns listade i Catalogue of Life.